# Руїни церкви у Тшенсачі
Руїни церкви у Тшенсачі (пол. Ruiny kościoła w Trzęsaczu) ― фрагменти будівлі стародавньої церкви, яка була побудована в селі Тшенсач, Грифицького повіту Західнопоморського воєводства, Польща.
Перша церква, зведена з дерева, була побудована в місті у 1124 році; друга - з цегли ― близько 1270 року; а, нарешті третя ― наприкінці XIV або на початку XV століття. У той час вона розташовувалася майже за два кілометри від моря. Окрім церкви, на північ від міста Тшенсач раніше також було ще одне село, яке цілком пішло під воду. Церква спочатку була римо-католицькою, але на початку XVI століття, після початку Реформації, вона стала протестантською. Згідно з даними деяких літописів, ця церква була третім християнським храмом у Померанії.

## Абразія
Процес абразії (більш відомий як ерозія), призвів до того, що вода Балтійського моря поширилася на землі біля церкви. У 1750 році море знаходилося у 58 метрах від церкви; у 1771 році пішла під воду частина цвинтаря, а у 1820 році відстань зменшилась до 13 метрів. Нарешті, 2 серпня 1874 у церкві пройшла остання служба, і все церковне начиння було перевезено до собору в Камені-Поморському, за винятком триптиху, який нині зберігається у церкві у селі Ревель. У 1885 році храм стояв над прірвою та, за дозволом прусського уряду, його було остаточно покинуто і з нього зняли дах.
У ніч з 8 на 9 квітня 1901 року найвразливіша північна стіна церкви рухнула. Протягом наступних років, більша частина будівлі була поглинута морем, яке вперто просувалося на південь та забирало землю. 1 лютого 1994 року впала частина південної стіни.
За даними вчених, з кінця XIX століття море захоплювало близько 40 сантиметрів землі на рік. З плином часу місцеві органи влади — спочатку Пруссії, а пізніше (після 1945 року) Польщі — намагалися врятувати храм, встановлюючи бетонні блоки, але всі спроби були безуспішними. Наразі проводяться інтенсивні роботи з порятунку руїн, оскільки вони є єдиними у своєму роді в Європі. Згідно з одним з таких проєктів, залишки стін мали бути переміщені на південь подалі від моря, але ризик повного руйнування був занадто високим.

## Галерея

Руйнування
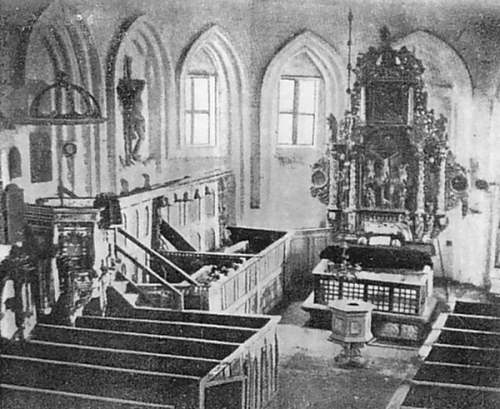
1870 рік
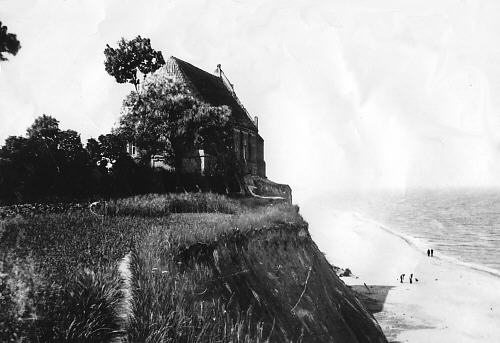
1870 рік, церква зовні
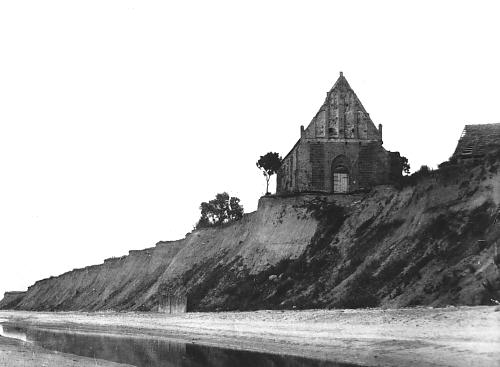
1870 рік, церква зовні, вид із заходу
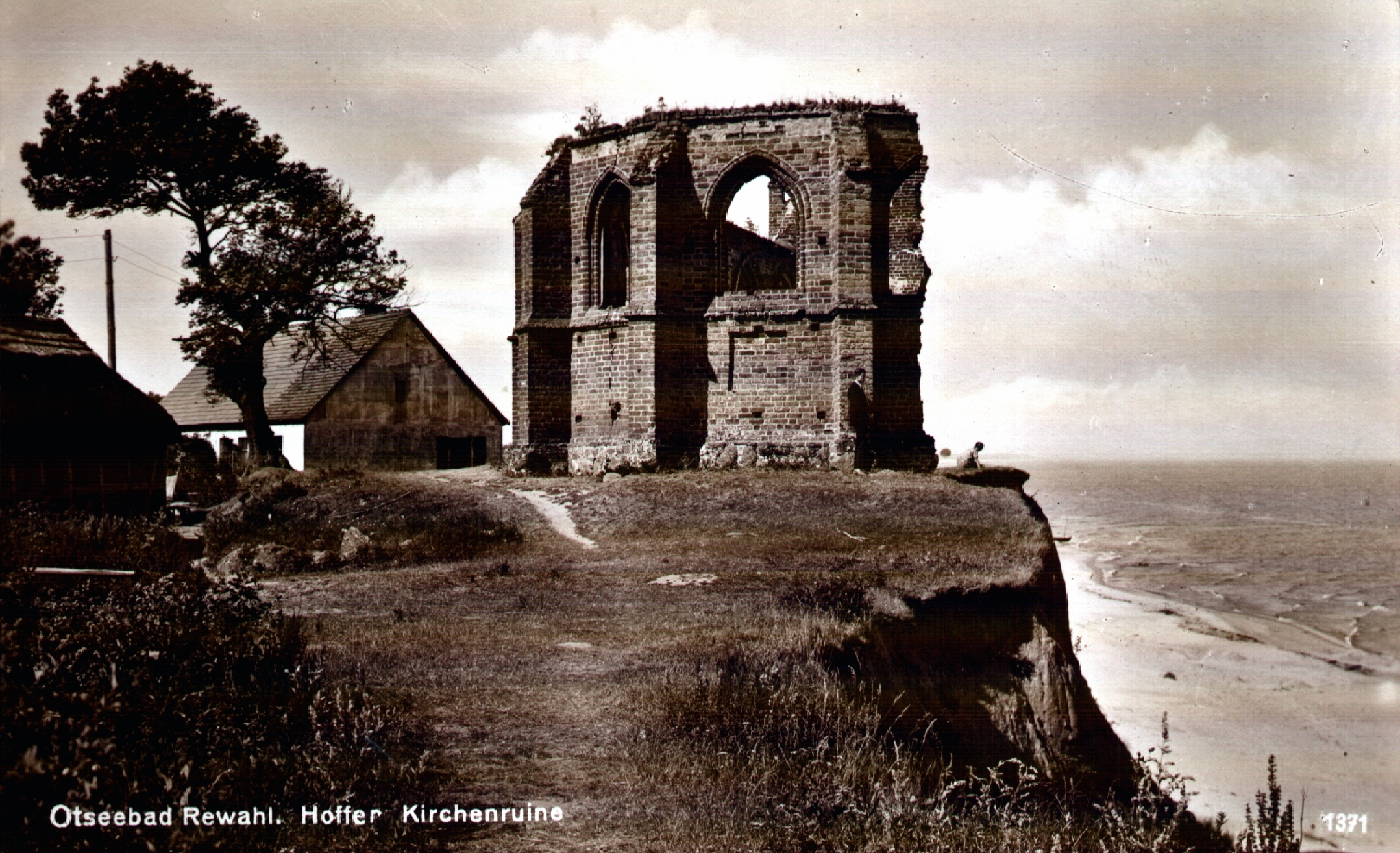
1930, вид зі сходу
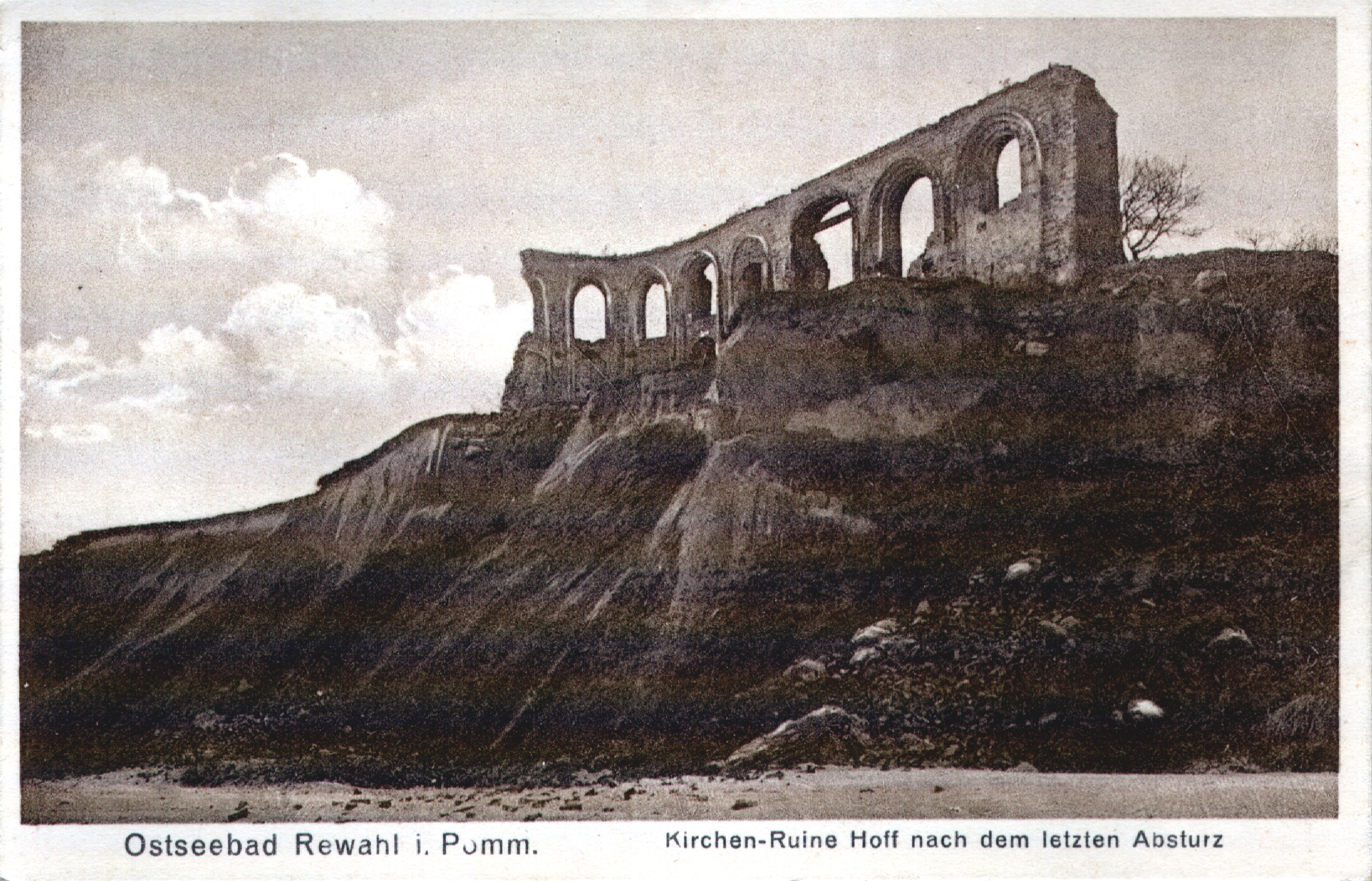
1930, вид з північного заходу
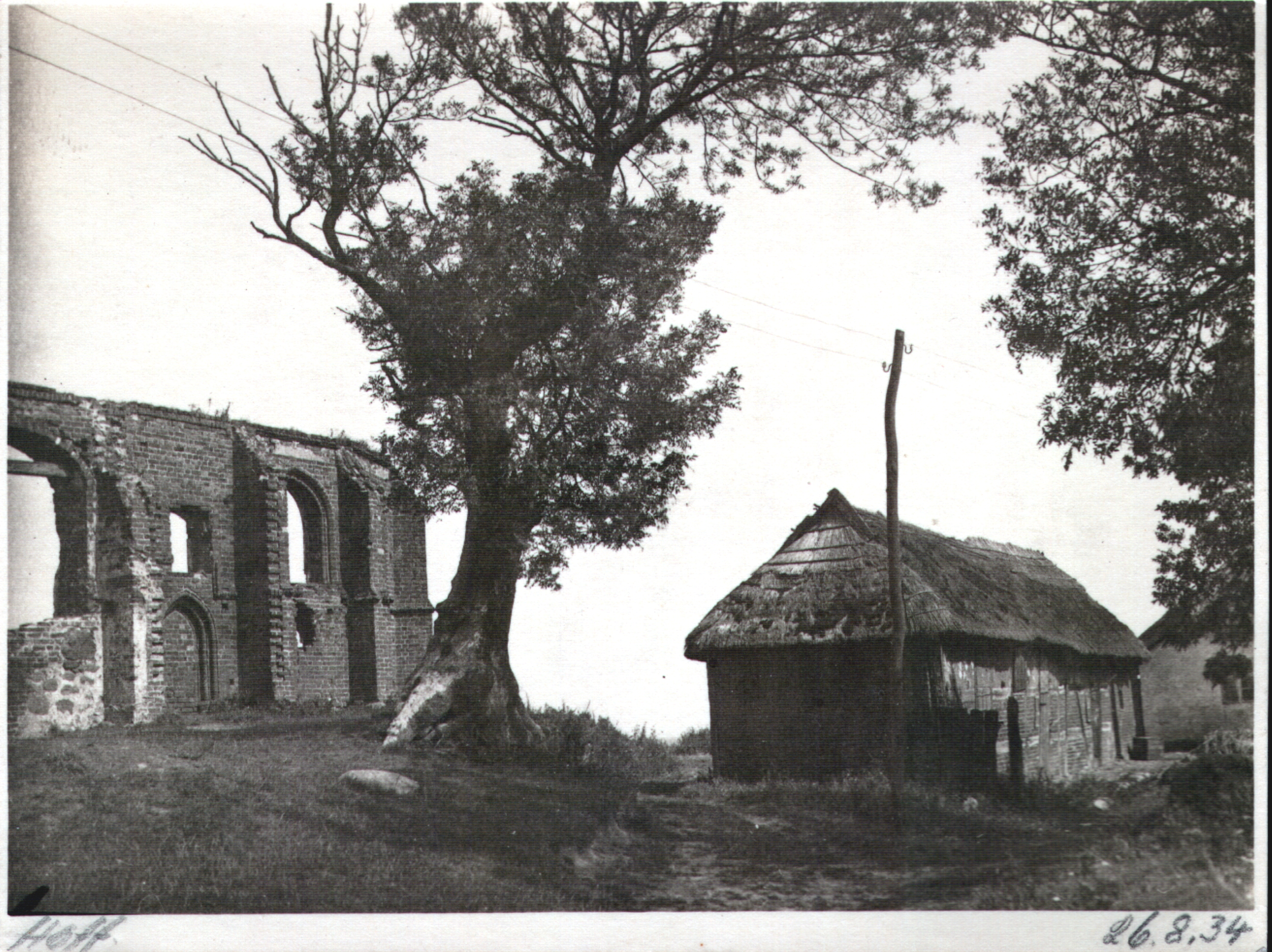
1934, вид з південного заходу
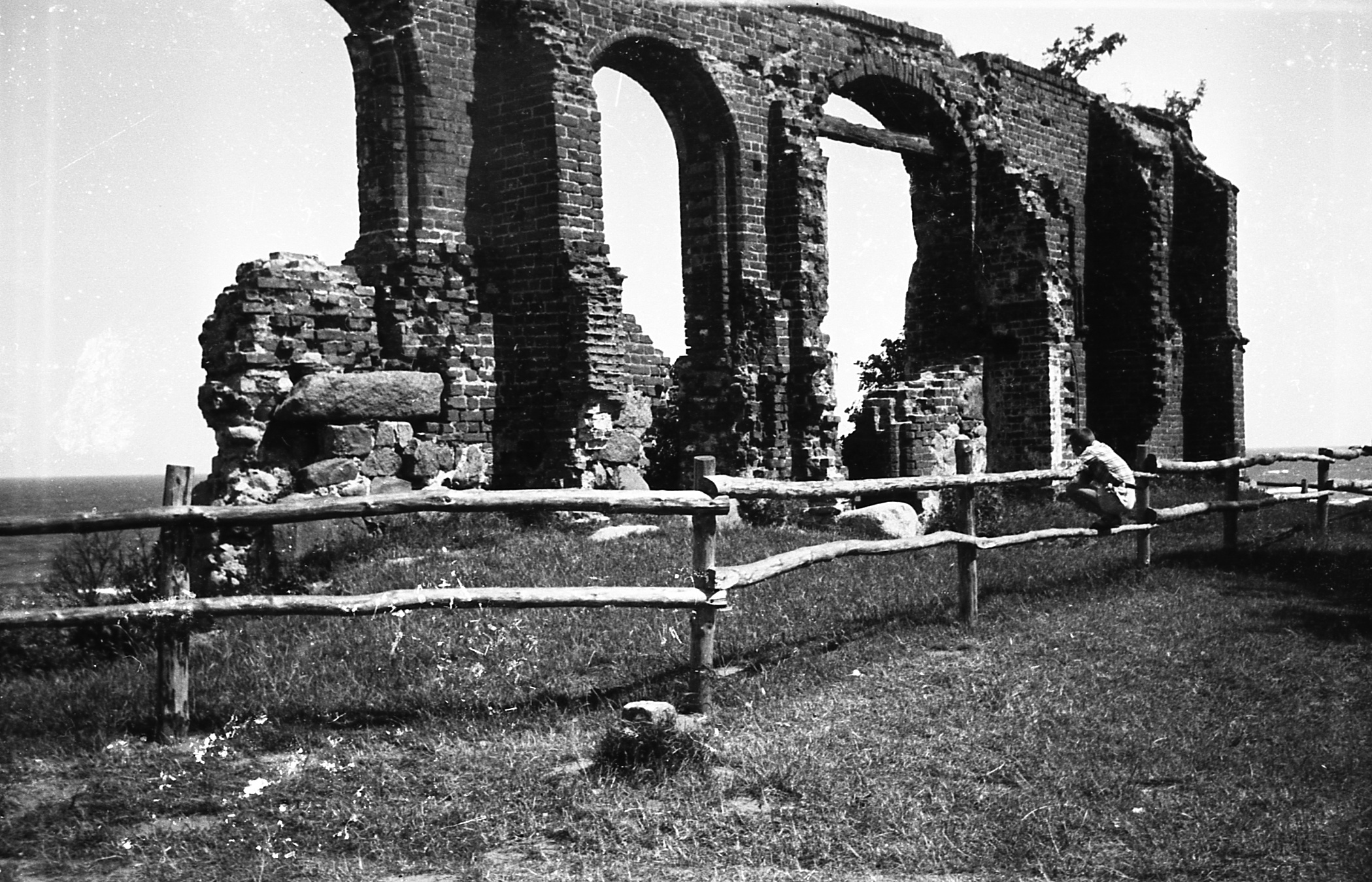
1965, вид з південного заходу
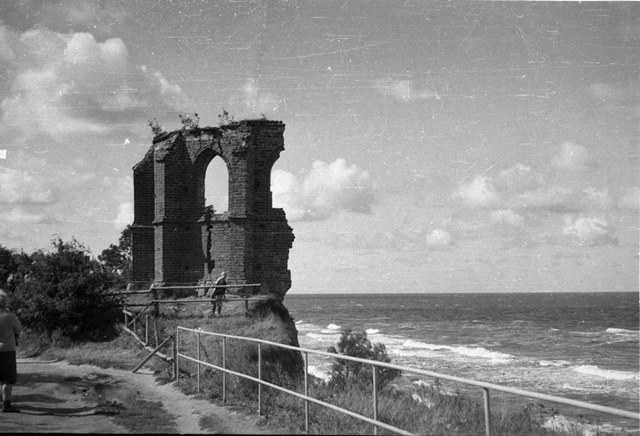
1971, вид зі сходу
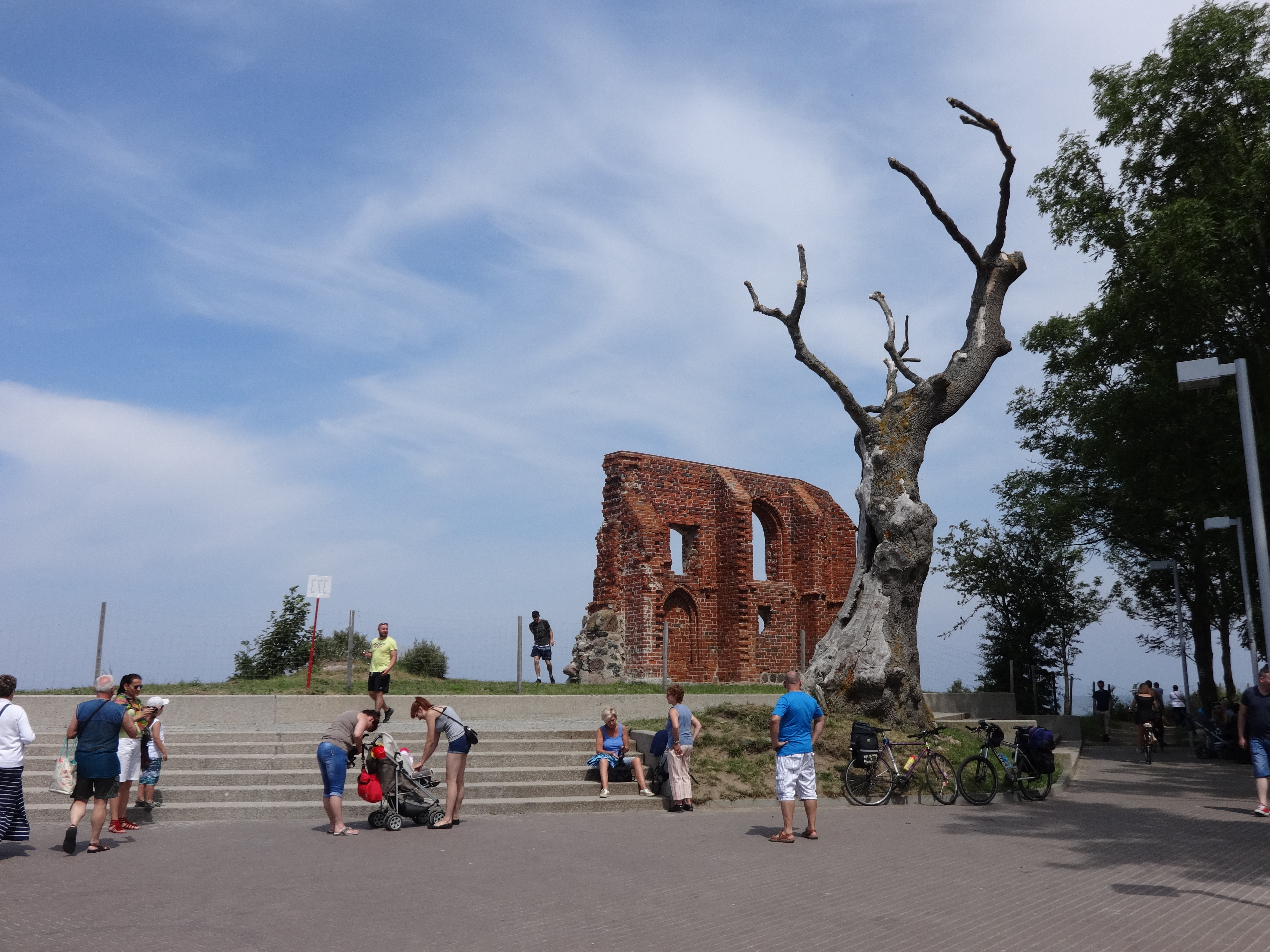
2014, вид з південного заходу
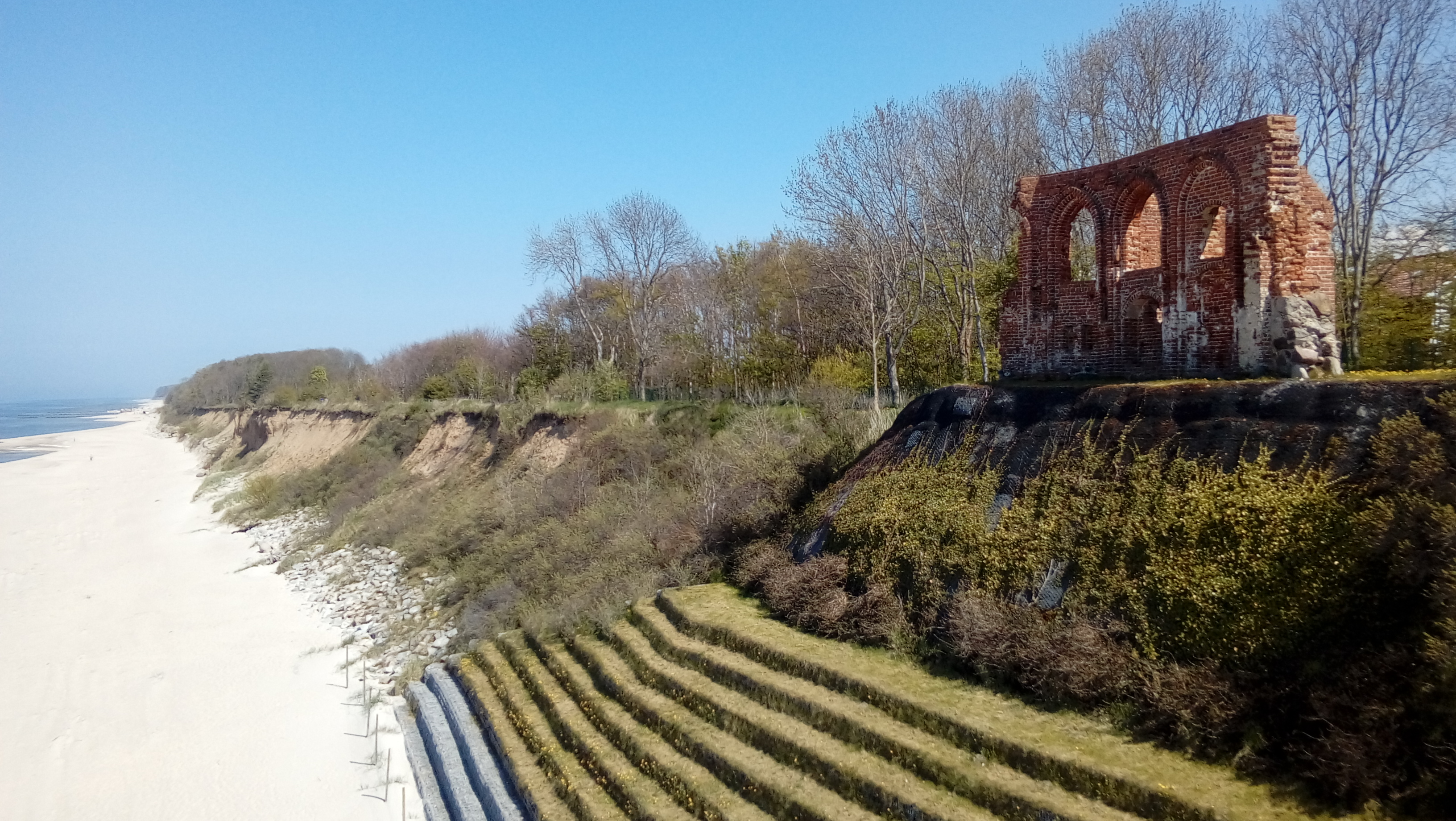
2017, вид з оглядового майданчика